# Rhaponticum australe
Rhaponticum australe là một loài thực vật có hoa trong họ Cúc. Loài này được (Gaudich.) Soják miêu tả khoa học đầu tiên năm 1962.